# Jackie Oliver
Keith Jack Oliver, detto Jackie (Romford, 14 agosto 1942), è un ex pilota automobilistico britannico, vincitore della 24 Ore di Le Mans 1969 con Jacky Ickx e cofondatore del team Arrows di Formula 1.

## Carriera automobilistica
Oliver cominciò a gareggiare nel 1961, quando partecipò a delle competizioni amatoriali al volante di una Mini. Negli anni successivi si dedicò alle vetture GT, passando alla Formula 3 nel 1966. Nonostante i risultati di questa sua prima esperienza in monoposto non fossero eccezionali, nel 1967 Oliver fu ingaggiato dalla Lotus per correre in Formula 2. Nello stesso anno il pilota britannico fece il suo debutto in Formula 1, partecipando al Gran Premio di Germania con una vettura di Formula 2. Oliver chiuse in quinta posizione nella classifica assoluta, ottenendo la vittoria di categoria.
Nel 1968 Oliver fu chiamato a sostituire Jim Clark, deceduto in una gara di Formula 2. Il pilota britannico faticò ad ottenere risultati di rilievo, chiudendo in zona punti in sole due occasioni, il Gran Premio del Belgio, nel quale giunse quinto, e il conclusivo Gran Premio del Messico, nel quale conquistò il gradino più basso del podio.
Non confermato dalla Lotus per il 1969, Oliver passò alla BRM. I risultati furono però deludenti, soprattutto a causa della scarsa affidabilità della vettura. Oliver chiuse la stagione con un solo punto, conquistato nell'ultima gara della stagione, il Gran Premio del Messico. Nella stessa stagione Oliver cominciò a dedicarsi alle corse di durata, vincendo la 24 Ore di Le Mans e la 12 Ore di Sebring al volante di una Ford GT40 di John Wyer, in entrambe le occasioni in equipaggio con Jacky Ickx.
Anche nel 1970 il pilota britannico ottenne maggiori soddisfazioni nell'endurance, conquistando solamente un quinto posto nel Gran Premio d'Austria, ma vincendo la 24 Ore di Daytona e la 1000 km di Monza in coppia con Pedro Rodríguez. Ottenne inoltre tre secondi posti nel Campionato CanAm, nel quale aveva debuttato l'anno precedente, chiudendo la stagione al quinto posto in classifica assoluta.
Nel 1971 Oliver disputò solamente tre Gran Premi di Formula 1 con la McLaren, dedicandosi principalmente alla CanAm con il team Shadow di Don Nichols. Prese parte anche alla 24 Ore di Le Mans 1971 al volante di una Porsche 917K della scuderia di John Wyer, non giungendo però al traguardo.
Nel 1972 Oliver si dedicò a tempo pieno alla CanAm, chiudendo in ottava posizione in classifica generale; il pilota britannico prese parte anche al Gran Premio di Gran Bretagna di Formula 1 al volante di una BRM, ritirandosi per un problema tecnico. Nel 1973 Don Nichols decise di debuttare con la propria scuderia in Formula 1, scegliendo Oliver e George Follmer come piloti. La stagione fu piuttosto difficile, ma nella penultima gara, il rocambolesco Gran Premio del Canada, il pilota britannico giunse al traguardo in terza posizione, conquistando il suo secondo podio in carriera.
Negli anni successivi Oliver intensificò sempre di più il proprio legame con la Shadow, prendendo parte a diversi campionati con i colori della scuderia ed entrando a far parte del management della squadra. Nel 1974 il pilota britannico vinse il Campionato CanAm, mentre nelle tre stagioni successive partecipò al campionato di Formula 5000. Nel 1977, suo ultimo anno di attività agonistica, Oliver partecipò alla Race of Champions e al Gran Premio di Svezia di Formula 1, chiudendolo in nona posizione.

## Arrows
Al termine della stagione 1977 Oliver, i progettisti Tony Southgate e Alan Rees, il finanziatore Franco Ambrosio e l'ingegnere Dave Wass lasciarono la Shadow per fondare la Arrows. Dopo un'iniziale controversia proprio con la Shadow (che accusò la neonata scuderia di aver copiato parti della propria vettura, ottenendo che la Arrows fosse costretta a costruirne una nuova), la Arrows costituì una presenza fissa a metà schieramento, conquistando diversi podi e il quinto posto nel Mondiale Costruttori nel 1988.
Nel 1990 Oliver vendette la sua partecipazione nel team alla giapponese Footwork Corporation, pur mantenendo il suo ruolo di dirigente; alla fine del 1993, quando i giapponesi si fecero da parte, riacquistò il controllo della scuderia. Tuttavia, nel 1996 le difficoltà economiche della Arrows spinsero Oliver a rivenderla a Tom Walkinshaw, uscendo definitivamente dalla proprietà nel 1999.

## Risultati completi in Formula 1
| 1967 | Scuderia              | Vettura |  |  |  |  |  |  |   |  |  |  |  |  |  |  |  |  |  | Punti | Pos. |
| ---- | --------------------- | ------- |  |  |  |  |  |  | - |  |  |  |  |  |  |  |  |  |  | ----- | ---- |
| 1967 | Lotus Components Ltd. | 48 (F2) |  |  |  |  |  |  | 5 |  |  |  |  |  |  |  |  |  |  | 0     |      |

| 1968 | Scuderia             | Vettura |  |  |     |   |    |  |     |    |     |     |    |   |  |  |  |  |  | Punti | Pos. |
| ---- | -------------------- | ------- |  |  | --- | - | -- |  | --- | -- | --- | --- | -- | - |  |  |  |  |  | ----- | ---- |
| 1968 | Gold Leaf Team Lotus | 49/49B  |  |  | Rit | 5 | NC |  | Rit | 11 | Rit | Rit | NP | 3 |  |  |  |  |  | 6     | 15º  |

| 1969 | Scuderia                 | Vettura        |   |     |     |     |  |     |     |     |     |     |   |  |  |  |  |  |  | Punti | Pos. |
| ---- | ------------------------ | -------------- | - | --- | --- | --- |  | --- | --- | --- | --- | --- | - |  |  |  |  |  |  | ----- | ---- |
| 1969 | Owen Racing Organisation | P133/P138/P139 | 7 | Rit | Rit | Rit |  | Rit | Rit | Rit | Rit | Rit | 6 |  |  |  |  |  |  | 1     | 16º  |

| 1970 | Scuderia         | Vettura |     |     |     |     |     |     |     |     |   |     |    |   |     |  |  |  |  | Punti | Pos. |
| ---- | ---------------- | ------- | --- | --- | --- | --- | --- | --- | --- | --- | - | --- | -- | - | --- |  |  |  |  | ----- | ---- |
| 1970 | Yardley Team BRM | P153    | Rit | Rit | Rit | Rit | Rit | Rit | Rit | Rit | 5 | Rit | NC | 7 | Rit |  |  |  |  | 2     | 20º  |

| 1971 | Scuderia                   | Vettura   |  |  |  |  |  |     |  |   |   |  |  |  |  |  |  |  |  | Punti | Pos. |
| ---- | -------------------------- | --------- |  |  |  |  |  | --- |  | - | - |  |  |  |  |  |  |  |  | ----- | ---- |
| 1971 | Bruce McLaren Motor Racing | M14A/M19A |  |  |  |  |  | Rit |  | 9 | 7 |  |  |  |  |  |  |  |  | 0     |      |

| 1972 | Scuderia | Vettura |  |  |  |  |  |  |     |  |  |  |  |  |  |  |  |  |  | Punti | Pos. |
| ---- | -------- | ------- |  |  |  |  |  |  | --- |  |  |  |  |  |  |  |  |  |  | ----- | ---- |
| 1972 | BRM      | P160B   |  |  |  |  |  |  | Rit |  |  |  |  |  |  |  |  |  |  | 0     |      |

| 1973 | Scuderia               | Vettura |  |  |     |     |     |    |     |     |     |     |   |     |    |   |    |  |  | Punti | Pos. |
| ---- | ---------------------- | ------- |  |  | --- | --- | --- | -- | --- | --- | --- | --- | - | --- | -- | - | -- |  |  | ----- | ---- |
| 1973 | UOP Shadow Racing Team | DN1     |  |  | Rit | Rit | Rit | 10 | Rit | Rit | Rit | Rit | 8 | Rit | 11 | 3 | 13 |  |  | 4     | 14º  |

| 1977 | Scuderia           | Vettura |  |  |  |  |  |  |  |     |  |  |  |  |  |  |  |  |  | Punti | Pos. |
| ---- | ------------------ | ------- |  |  |  |  |  |  |  | --- |  |  |  |  |  |  |  |  |  | ----- | ---- |
| 1977 | Shadow Racing Team | DN8     |  |  |  |  |  |  |  | Rit |  |  |  |  |  |  |  |  |  | 0     |      |

| Legenda | 1º posto     | 2º posto | 3º posto    | A punti         | Senza punti/Non class.  | Grassetto – Pole position Corsivo – Giro più veloce |
| Legenda | Squalificato | Ritirato | Non partito | Non qualificato | Solo prove/Terzo pilota | Grassetto – Pole position Corsivo – Giro più veloce |